# Wesoła (Wola Wieruszycka)
Wesoła – część wsi Wola Wieruszycka w Polsce położona w województwie małopolskim, w powiecie bocheńskim, w gminie Łapanów.
W latach 1975–1998 Wesoła należała administracyjnie do województwa tarnowskiego.